# Cincloramphus whitneyi
La  yerbera de Melanesia  (Cincloramphus whitneyi) es una especie de ave paseriforme de la familia Locustellidae endémica de dos islas del archipiélago de las Salomón y Vanuatu, en el Océano Pacífico.

## Descripción
Mide unos 16 cm de largo. Es un ave esbelta con patas largas y una cola larga.

## Distribución y hábitat
Se encuentra solamente en dos islas del Océano Pacífico: Guadalcanal (en las islas Salomón) y Espíritu Santo (en Vanuatu). Su hábitat natural son los bosques húmedos tropicales tropicales.